# Kirgizisztán vasúti közlekedése
Kirgizisztán vasúthálózatának hossza 470 km, 1520 mm nyomtávú. A vasúthálózatot a Kyrgyz Railway üzemelteti.

## Járműállomány
Kirgizisztán járművei a Szovjetunióból kerültek az országba. Elavultak, cseréjük sürgős lenne.
Járművek:
- 2500 teherkocsi
- 450 személykocsi
- 50 mozdony

## Vasúti kapcsolata más országokkal
- Kazahsztán - igen
- Üzbegisztán - pálya van, de használaton kívül
- Tádzsikisztán - nem
- Kína - nem, eltérő a nyomtáv 1435 mm / 1520 mm